# San Antonio de Anapoima
San Antonio de Anapoima es un centro poblado bajo jurisdicción del municipio de Anapoima, ubicado al noroeste de la cabecera municipal, a 5 km por carretera.
Este poblado se conoce por albergar en tiempos anteriores la Estación de los Ferrocarriles Nacionales, ubicada sobre la línea Bogotá - Facatativá - Girardot. Posee además fechas clave como alboradas y también algunos atractivos turísticos como el Río Apulo y la Piscina La Estación.